# Bajza
Bajza (alb. Bajza, Bajzë), mali grad u općini Kastrat, Velikomalisijskom distriktu, Skadarskom okrugu, nalazi se u sjevernoj Albaniji. Ima 2.346 stanovnika. Stoji na europskoj cesti E762, važnoj za ekonomski razvoj. Ova cesta omogućava povezanost s obližnjim gradom Koplikom i ostatkom Albanije na jugu te s Podgoricom na sjeveru. Grad služi kao jedina željeznička poveznica između Albanije i Crne Gore te je jedino međunarodno željezničko čvorište u Albaniji. Željeznička postaja nalazi se blizu središta grada.